# Spud
Spud es una película sudafricana de 2010 dirigida por Donovan Marsh, basada en la novela del mismo nombre de John van de Ruit. Está protagonizada por Troye Sivan y fue estrenada el 3 de diciembre de 2010. La película se desarrolla en Sudáfrica en la época de la liberación de la cárcel de Nelson Mandela y narra el primer año de John Milton (Troye Sivan) en un internado de élite para chicos.

## Sinopsis
Cuando John Milton, de catorce años, llega por primera vez a su nueva  escuela, los otros chicos lo apodan "Spud" porque aún no ha experimentado la pubertad. Los otros chicos de su dormitorio también reciben apodos. A ellos se les conoce como los "Ocho Locos". A Spud le resulta difícil hacer amigos y encajar, pero se hace amigo del Sr. Edly, un profesor apodado "El jefe", después de ser el único en la clase de inglés que aprueba un examen.

## Elenco
- Troye Sivan como John "Spud" Milton
- John Cleese como Sr "Guv" Edly, un profesor de inglés alcohólico
- Tanit Phoenix como la Sra. "Eva" Wilson
- Jeremy Crutchley como Sr Glockenshpeel ("Glock")
- Jamie Royal como Henry "Gecko" Barker
- Sven Ruygrok como Robert 'Rambo' Black
- Josh Goddard como Charlie 'Mad Dog' Hooper
- Thomas Burne como Vern "Rain Man" Blackadder
- Byron Langley como Simon Brown
- Travis Hornsby como Alan "Boggo" Greenstein
- Bendición de Xaba como Sidney "Fatty" Sibeko-Scott
- Aaron McIlroy como Mr Milton, padre de Spud
- Julie Summers como la Sra. Milton, madre de Spud
- Genna Blair como Debbie "La sirena"
- Jason Cope como Mr "Sparerib" Wilson, el esposo de Eve
- Charlbi Dean Kriek como Amanda
- Alex McGregor como Christine
- Graham Weir como el señor 'Viking' Richardson
- Siobhan Hodgson como la Sra. Roberts
- Ryan Mayne como Julian
- James Murray como Bert
- Darren Frances como Pike
- Ricky Cruz como Devries
- Sylvaine Strike como San Sister
- Lehasa Moloi como PJ Luthuli, director de Michaelhouse
- Terry Norton como la esposa de Guv
- Christine le Brocq como la Sra. "Wombat" Milton, abuela de Spud
- Ben Voss como el Sr. Lily
- Patrick Kenny como reverendo obispo
- Shaeleen Tobin como Marge
- Liam Magner como "Hairy Gavin"
- John van de Ruit como Sr Lennox

## Producción
La película fue financiada en su totalidad por inversores sudafricanos, lo que otorgó a los realizadores un control creativo total.
Las audiciones comenzaron en agosto de 2009 y se llevaron a cabo en Durban, Pietermaritzburgo, Ciudad del Cabo, Johannesburgo y Grahamstown. También se aceptaron videos de audiciones a través de YouTube. Cientos de chicos fueron audicionados para el papel de Spud. El tío del productor Ross Garland vio al actor australiano nacido en Sudáfrica Troye Sivan en la televisión australiana y le escribió a Garland sobre él. Sivan, que ha cantado profesionalmente desde que tenía nueve años, también canta en la película. Van de Ruit lo describió como "exactamente como me imaginé a Spud".
Los cineastas inicialmente pensaron que Jason Cope sería demasiado joven para interpretar a Sparerib, pero Garland dijo cambió de opinión al ver su actitud en el set. Cope basó su actuación en un subdirector que alguna vez tuvo.
El rodaje comenzó el 8 de marzo de 2010 en el internado Michaelhouse en KwaZulu-Natal, Sudáfrica y terminó el 18 de abril del mismo año.

## Lanzamiento
Se estrenó el 3 de diciembre de 2010 en Sudáfrica, una semana antes del comienzo de las vacaciones de diciembre a enero para las escuelas públicas del país. Garland y Van de Ruit escribieron un libro sobre la realización de la película que se lanzó en conjunto. En su primer fin de semana, recaudó un estimado de R2.9 millones. Recibió críticas principalmente positivas. Rory Tyson, gerente de ventas nacional de Nu Metro Films, lo calificó como "un éxito", "un fenómeno nacional" y "aproximadamente un 50% más grande de lo esperado".

## Premios y nominaciones
Spud ganó el Premio de Cine y Televisión de Sudáfrica en la categoría Mejor Editor (Megan Gill) y fue nominada para otros cinco SAFTA, incluyendo Mejor Director de Fotografía (Lance Gewer), Mejor Diseñador de Sonido (Barry Donelly), Mejor Largometraje, Mejor Actor Principal en un Largometraje (Troye Sivan) y Mejor actor de reparto en un largometraje (Jamie Royal).